# 山口康助
山口 康助（やまぐち こうすけ、1921年7月23日 - 2013年3月）は、日本の日本史学者・教育者。
1921年（大正10年）7月23日、福島県に生まれる。1940年（昭和15年）3月、福島県立会津中学校（現・福島県立会津高等学校）卒業。1942年（昭和17年）9月、新潟高等学校（現・新潟大学）文科甲類卒業、東京帝国大学に進学。1944年（昭和19年）3月、学徒出陣。1945年（昭和20年）9月、召集解除、復員。1947年（昭和22年）3月、東京帝国大学文学部国史学科卒業。卒業直後に腎臓摘出の手術を受け、さらに結核により半年あまり自宅療養する。1952年（昭和27年）3月、東京大学文学部大学院満期修了。
1949年（昭和24年）6月、東京大学附属図書館司書。1952年4月、山梨大学附属図書館司書係長、5月、同学芸学部非常勤講師。1953年（昭和28年）9月、文部省初等中等教育局教育課教科調査官。
東京帝国大学時代には平泉澄に師事し朱光会に参加しており、教科調査官となってからは、同じく平泉門下で教科書調査官の村尾次郎、視学官の鳥巣通明とともに「文部省三羽ガラス」と呼ばれた。
1975年（昭和50年）4月、東京学芸大学教育学部助教授、1977年（昭和52年）5月、同教授、1985年（昭和60年）3月、停年退官。
1978年4月から1982年3月まで東京学芸大学教育学部附属竹早小学校長・同幼稚園竹早園舎主事を兼任。1980年10月、金沢工業大学客員教授。1969年6月から1970年3月まで総理府青少年問題審議会専門委員、1978年6月から1984年3月まで文部省大学設置審議会専門委員、1981年11月から1983年11月まで中央教育審議会臨時委員。
1985年4月、帝京大学教授。聖徳大学教授。新しい歴史教科書をつくる会会員。
2013年（平成25年）3月、死去。

## 著書
- 『歴史教育の構造』東洋館出版社 1966
- 『戦雲くらく日は落ちて』熊谷善如絵 牧書店 新少年少女教養文庫 1970
- 『情報化時代の人間像と教育』明治図書出版 双書情報処理能力の育成 1972
- 『社会科能力研究入門』明治図書出版 明治図書新書 1972
- 『技術史のなかの日本人』近代文芸社 1997

### 共編著・監修
- 『改訂社会科の計画と展開 現場に根ざした改訂指導要領の実践的研究』編 新光閣書店 1960
- 『社会科授業の分析と改善 教え方の基本的ルールを求めて』編 新光閣書店 1962
- 『社会科指導内容の構造化 目標・内容・方法の統合的把握とその実践』編 新光閣書店 1963
- 『歴史学習の構造的展開』小沢栄一共編著 新光閣書店 1964
- 『玉川児童百科大辞典 15 日本歴史』編 誠文堂新光社 1967
- 『社会科における思考の因子とその形成』編著 明治図書出版 1968
- 『神話伝承をどう教えるか 社会科におけるその扱い方』高橋早苗共編著 明治図書出版 1968
- 『小学校新指導要領の指導事例 第5-8 社会科編』編 明治図書出版 1970
- 『能力育成をめざす社会科の構造・計画・展開 新指導要領に即して』編著 新光閣書店 1970
- 『むかしといまのくらし』吉田常吉共監修 学研 学習ずかん百科 1970
- 『社会科の情報処理能力』編著 明治図書出版 双書情報処理能力の育成 1971
- 『小学校新指導要領の評価研究 社会科編』編 明治図書出版 1971
- 『社会科における比較学習の指導』編著 明治図書出版 小学校教育研究講座 1975
- 『小学校社会科指導細案 第1･2～6学年』編 明治図書出版 新学習指導要領細案化シリーズ 1974-75
- 『人物・物語を重視した歴史学習』新潟県水原小学校共著 明治図書出版 1975
- 『歴史人物辞典』浅香勝輔,平田嘉三共編 ぎょうせい 1975
- 『社会科学習のつまずきを生かす授業』編 明治図書出版 1976
- 『これからの歴史教育』編著 東洋館出版社 1985
- 『東京教育懇話会誌 続輯』村尾次郎共編 錦正社 1990

## 論文
- 山口康助